# Chip Away the Stone
Chip Away the Stone è un singolo del gruppo rock statunitense Aerosmith, pubblicato nel 1978 ed estratto dall'album Live! Bootleg.

## Il brano
Il brano è stato scritto da Steven Tyler, Joe Perry e Richard Supa.
La versione live presente nell'album Live! Bootleg è stata registrata a Santa Monica (California) l'8 aprile 1978. La versione in studio inserita nel singolo è stata registrata presso il Long View Farm Studio in Massachusetts nel giugno 1978.

## Tracce
- 7" Versione 1

1. Chip Away the Stone
2. S.O.S. (Too Bad) (Live version)

- 7" Versione 2

1. Chip Away the Stone
2. Chip Away the Stone  (Live version)

## Cover
Il gruppo inglese Humble Pie ha eseguito una cover della canzone, presente nell'album Go for the Throat (1981).